# Дискография New Found Glory
Дискография New Found Glory, американской рок-группы, состоит из семи студийных альбомов, семнадцати синглов, двух мини-альбомов, двух кавер-альбомов и сборника.

## Студийные альбомы
| Год                                                             | Подробнее об альбоме                                                              | Высшая позиция в чарте | Высшая позиция в чарте | Высшая позиция в чарте | Высшая позиция в чарте | Высшая позиция в чарте | Высшая позиция в чарте | Высшая позиция в чарте | Сертификат (продажи)         |
| Год                                                             | Подробнее об альбоме                                                              | US                     | US Ind.                | US Heat.               | AUS                    | FRA                    | IRL                    | UK                     | Сертификат (продажи)         |
| --------------------------------------------------------------- | --------------------------------------------------------------------------------- | ---------------------- | ---------------------- | ---------------------- | ---------------------- | ---------------------- | ---------------------- | ---------------------- | ---------------------------- |
| 1999                                                            | Nothing Gold Can Stay - Дата выхода: 19 октября 1999 - Лейбл: Drive-Thru, Eulogy  | —                      | —                      | —                      | —                      | —                      | —                      | —                      |                              |
| 2000                                                            | New Found Glory - Дата выхода: 26 сентября 2000 - Лейбл: Drive-Thru, MCA          | 107                    | —                      | 1                      | —                      | —                      | —                      | 136                    | США: Золотой                 |
| 2002                                                            | Sticks and Stones - Дата выхода: 11 июня 2002 - Лейбл: Drive-Thru, MCA            | 4                      | —                      | —                      | 33                     | 100                    | 61                     | 10                     | США: Золотой Канада: Золотой |
| 2004                                                            | Catalyst - Дата выхода: 18 мая 2004 - Лейбл: Drive-Thru, Geffen                   | 3                      | —                      | —                      | 32                     | 154                    | —                      | 27                     | США: Золотой                 |
| 2006                                                            | Coming Home - Дата выхода: 19 сентября 2006 - Лейбл: Drive-Thru, Geffen, Suretone | 19                     | —                      | —                      | 48                     | —                      | —                      | 86                     |                              |
| 2009                                                            | Not Without a Fight - Дата выхода: 10 марта 2009 - Лейбл: Epitaph                 | 12                     | 1                      | —                      | 36                     | —                      | —                      | 83                     |                              |
| 2011                                                            | Radiosurgery - Дата выхода: 4 октября 2011 - Лейбл: Epitaph                       | 26                     | 4                      | —                      | 50                     | —                      | —                      | 142                    |                              |
| «—» обозначает, что альбом не попал в чарты или не занял место. |                                                                                   |                        |                        |                        |                        |                        |                        |                        |                              |

## Сборники
| Год  | Подробнее об альбоме                              | US  |
| ---- | ------------------------------------------------- | --- |
| 2008 | Hits - Дата выхода: 18 марта 2008 - Лейбл: Geffen | 167 |

## Кавер-альбомы
| 2000                                                            | From the Screen to Your Stereo - Дата выхода: 28 марта 2000 - Лейбл: Drive-Thru            | —  | — | 37 | —   |
| 2007                                                            | From the Screen to Your Stereo Part II - Дата выхода: 18 сентября 2007 - Лейбл: Drive-Thru | 42 | 4 | —  | 193 |
| «—» обозначает, что альбом не попал в чарты или не занял место. |                                                                                            |    |   |    |     |

## DVD
| Год  | Подробнее об альбоме                                                                    |
| ---- | --------------------------------------------------------------------------------------- |
| 2002 | The Story So Far - Дата выхода: 15 октября 2002 - Лейбл: Drive-Thru, MCA                |
| 2004 | This Disaster: Live in London - Дата выхода: 23 ноября 2004 - Лейбл: Drive-Thru, Geffen |

## Мини-альбомы
| Год  | Подробнее об альбоме                                                     | US  |
| ---- | ------------------------------------------------------------------------ | --- |
| 1997 | It's All About the Girls - Дата выхода: 20 декабря 1997 - Лейбл: Fiddler |     |
| 2008 | Tip of the Iceberg - Дата выхода: 29 апреля 2008 - Лейбл: Bridge 9       | 136 |

## Совместные альбомы
| Год  | Подробнее об альбоме |
| ---- | --- |
| 2009 | Not Without a Heart Once Nourished by Sticks and Stones Within Blood Ill-Tempered Misanthropy Pure Gold Can Stay - Дата выхода: 26 марта 2009 - Лейбл: Bridge 9 |
| 2010 | Swiss Army Bro-Mance - Дата выхода: 1 февраля 2010 - Лейбл: Epitaph                                                                                             |

## Синглы
| Год                                                            | Название                      | Высшая позиция в чарте | Высшая позиция в чарте | Высшая позиция в чарте | Высшая позиция в чарте | Альбом                                 |
| Год                                                            | Название                      | US                     | US Alt.                | CAN                    | UK                     | Альбом                                 |
| -------------------------------------------------------------- | ----------------------------- | ---------------------- | ---------------------- | ---------------------- | ---------------------- | -------------------------------------- |
| 2000                                                           | «Hit or Miss»                 | —                      | 15                     | —                      | 58                     | New Found Glory                        |
| 2000                                                           | «Dressed to Kill»             | —                      | —                      | —                      | —                      | New Found Glory                        |
| 2002                                                           | «My Friends Over You»         | 85                     | 5                      | 11                     | 30                     | Sticks and Stones                      |
| 2002                                                           | «Head on Collision»           | —                      | 28                     | —                      | 64                     | Sticks and Stones                      |
| 2003                                                           | «Truth of My Youth»           | —                      | —                      | —                      | —                      | Sticks and Stones                      |
| 2003                                                           | «Understatement»              | —                      | —                      | —                      | —                      | Sticks and Stones                      |
| 2003                                                           | «Ex-Miss»                     | —                      | —                      | —                      | —                      | Sticks and Stones                      |
| 2004                                                           | «All Downhill from Here»      | —                      | 11                     | —                      | 58                     | Catalyst                               |
| 2004                                                           | «Failure’s Not Flattering»    | —                      | —                      | —                      | 67                     | Catalyst                               |
| 2005                                                           | «I Don’t Wanna Know»          | —                      | —                      | —                      | 48                     | Catalyst                               |
| 2006                                                           | «It’s Not Your Fault»         | —                      | —                      | —                      | —                      | Coming Home                            |
| 2007                                                           | «Kiss Me»                     | —                      | —                      | —                      | 118                    | From the Screen to Your Stereo Part II |
| 2008                                                           | «Dig My Own Grave»            | —                      | —                      | —                      | —                      | Tip of the Iceberg                     |
| 2008                                                           | «Listen to Your Friends»      | —                      | —                      | —                      | —                      | Not Without a Fight                    |
| 2009                                                           | «Don’t Let Her Pull You Down» | —                      | —                      | —                      | —                      | Not Without a Fight                    |
| 2011                                                           | «Radiosurgery»                | —                      | —                      | —                      | —                      | Radiosurgery                           |
| 2011                                                           | «Anthem for the Unwanted»     | —                      | —                      | —                      | —                      | Radiosurgery                           |
| «—» обозначает, что сингл не попал в чарты или не занял место. |                               |                        |                        |                        |                        |                                        |

## Музыкальное видео
| Год  | Название                           | Режиссёр                           |
| ---- | ---------------------------------- | ---------------------------------- |
| 1999 | «Hit or Miss»                      |                                    |
| 2000 | «Hit or Miss»                      | Smith n' Borin                     |
| 2001 | «Dressed to Kill»                  | Richard Reines                     |
| 2002 | «My Friends Over You»              | The Malloys                        |
| 2002 | «Head on Collision»                | The Malloys                        |
| 2003 | «Understatement»                   | Marc Steinberger / New Found Glory |
| 2004 | «All Downhill from Here»           | Meiert Avis / No Brain             |
| 2004 | «Failure’s Not Flattering»         | Meiert Avis                        |
| 2004 | «I Don’t Wanna Know»               | Liz Friedlander                    |
| 2006 | «It’s Not Your Fault»              | Brett Simon                        |
| 2007 | «Kiss Me»                          |                                    |
| 2008 | «Dig My Own Grave»                 | Joseph Pattisall                   |
| 2009 | «Listen to Your Friends»           | Meiert Avis                        |
| 2009 | «Don’t Let Her Pull You Down»      | Meiert Avis                        |
| 2010 | «Truck Stop Blues»                 | Matthew Stawski                    |
| 2011 | «Radiosurgery»                     | Matthew Stawski                    |
| 2011 | «Anthem for the Unwanted»          | New Found Glory                    |
| 2010 | «Summer Fling, Don’t Mean A Thing» | Matthew Stawski                    |